# Université catholique de Temuco
L'université catholique de Temuco (en espagnol : Universidad Católica de Temuco) est une université située à Temuco, Chili. L'université est fondée le 10 juillet 1991.